# Pighuder
Pighuderne (Echinodermata) er en række af vandlevende dyr, der bl.a. omfatter søstjerner  og søpindsvin.
Rækken opstod for omkring 537 millioner år siden og har fået navnet Echinodermata, som på græsk betyder pindsvinehudet (af echinos pindsvin og derma hud), fordi alle arters hud er besat med pigge.
Pighuderne er de eneste hvirvelløse dyr, der har et indre skelet.

## Klasser
De nulevende arter i rækken pighuder inddeles i fem klasser:
- Asteroidea (Søstjerner)
- Ophiuroidea (Slangestjerner og medusahoveder)
- Echinoidea (Søpindsvin)
- Holothuroidea (Søpølser)
- Crinoidea (Søliljer og fjerstjerner)